# Депресанти
Депресанти (від лат. depressio, пригнічення) - речовини, що пригнічують, знижують або пригнічують психічне збудження , тобто активність центральної нервової  та/або дихальної системи  навіть якщо це не основний аспект їх активності. При достатніх дозах викликають ослаблення напруги та гальмування. Протилежною дією мають не антидепресанти, як можна було б припустити з назви, а психостимулятори.
Депресанти можуть застосовуватися при тривожному неврозі, генералізованому тривожному розладі, соціофобії, панічних атаках, безсонні, ОКР, конвульсіях  та депресії . З причин того, що депресанти можуть викликати зниження кров'яного тиску та серцевого ритму, сонливість, атаксію, седацію, аналгезію, гіповентиляційний синдром, амнезію, когнітивний дефіцит, дисоціацію або ейфорію, а також міорелаксуючу та протиепілептичну дію, вони часто є рецептурними препаратами.

## Приклади
До депресантів ЦНС належать седативні/снодійні засоби (у тому числі бензодіазепіни, барбітурати), опіоїди (у тому числі опіати), нейролептичні препарати, алкоголь, анестетики, транквілізатори. Іноді до групи депресантів включають також протисудомні засоби через їхню пригнічуючу дію на аномальну активність нейронів.
Психічні розлади Пов'язані із застосуванням депресантів  класифікуються в МКБ-10 у рубриках:
- F10 — алкоголь.
- F11 — опіоїди.
- F13 — седативні чи снодійні засоби.